# Орден Звезды (Франция)

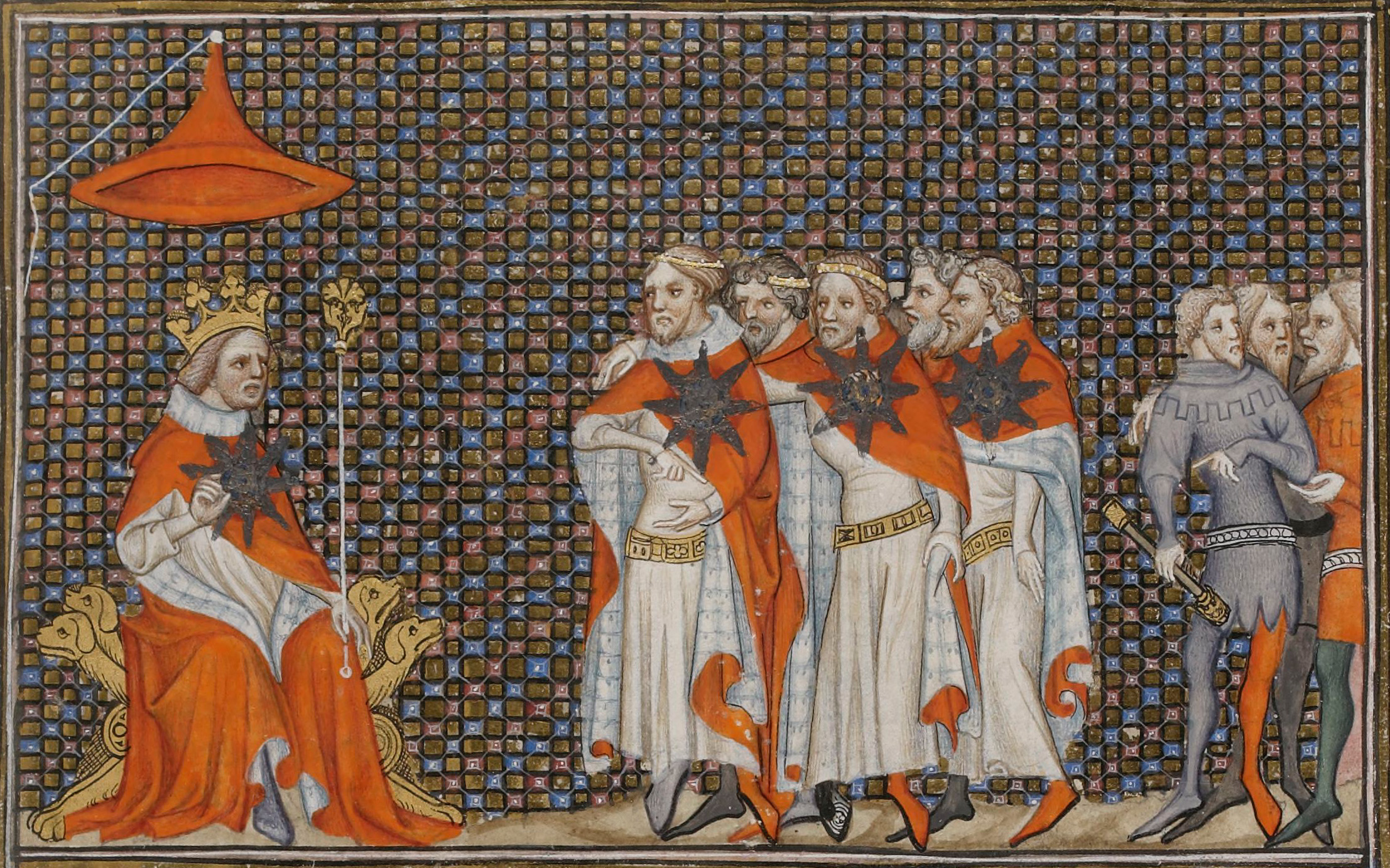
Миниатюра, изображающая учредительное собрание Ордена Звезды

О́рден Звезды́ (фр. Ordre de l'Étoile, Орден Богоматери Благородного Дома) — рыцарский орден, созданный 16 ноября 1351 года королём Франции Иоанном II Добрым.

## История
Орден Богоматери Благородного Дома, обычно именуемый «Орденом Звезды», является рыцарским орденом Братства Ордена Звезды, учреждённого королём Франции Иоанном II. Орден появился в неспокойном и бурном контексте начала Столетней войны (1337–1453) во время обострившегося соперничества между Францией и Англией. Создание этого ордена было прежде всего политическим решением короля, который имел целью сплотить рыцарей на своей стороне (территория Франции была поделена между сторонниками короля Франции, короля Англии Эдуарда III, арманьяками и бургиньонами).
Орден должен был стать ответом на недавно созданный английский Орден Подвязки и собрать вокруг короля пятьсот лучших рыцарей французской знати. На самом деле их было не более сотни. 6 ноября 1351 года Иоанн II издал прокламацию об учреждении «компании рыцарей» (compagnie de chevaliers), разослав каждому из её будущих членов персональное письмо-приглашение. В нём рыцаря приглашали посетить первое собрание нового ордена. Ему предписывалось взять с собой знаки отличия — кольцо, в оправе которого была эмалированная звезда с изображением золотого солнца, а также орден, выполненный в форме «застёжки», которую закрепляли на мантии или капюшоне. Название ордена происходит от изображения звезды на этих знаках отличия. Официально члены этого ордена назывались Рыцарями Богоматери Благородного Дома (Chevaliers de Nostre Dame de la Noble Maison). Пригласительное письмо также содержало точный перечень прав и привилегий членов «компании» и описание её иерархии. Церемония открытия была обставлена с экстравагантной роскошью. Но существование ордена прекратилось из-за постигших его бедствий, которые привели к плену короля в Пуатье в 1356 году и исчезновению почти всех рыцарей, верных своей клятве никогда не бежать от врага.
Согласно записям королевского казначейства, первое общее собрание членов ордена прошло 6 января 1352 года в зале и часовне королевского имения в Сен-Уэн-ле-Сен-Дени к северу от Парижа, на полпути к аббатству Сен-Дени. В честь этого собрания имение получило новое название Нобль-Мэзон — «Благородный дом». В тех же записях названы полтора десятка рыцарей ордена, среди которых были четверо юных сыновей короля, его младший брат герцог Орлеанский, а также представители знатнейших семей Франции: Бурбоны, Эврё, Артуа. Такие собрания предполагалось устраивать ежегодно.
Помимо светских членов ордена (рыцарей), в него должна была также войти духовная коллегия из священнослужителей. Сведений о них почти не сохранилось, тогда как о светской коллегии известно, что она включала три категории членов: принцев, баннеретов и бакалавров. На ежегодном банкете за Столом чести от каждой из трёх категорий должно было присутствовать по три человека.  
Пожилым рыцарям ордена предоставлялось право проживать вместе с двумя слугами в «отеле» ордена. После смерти их следовало торжественно похоронить в орденской часовне.
Вновь созданный орден не пережил сражение при Мороне 14 августа 1352 года. В нём погибло 89 рыцарей ордена. Девиз рыцарей — «Monstrant regibus astra viam» (Звезды указывают путь королям) напоминал о волхвах Священного Писания (Матфей 2:1-12) и обязывал следовать присяге. Во время церемонии посвящения рыцари приносили присягу, в которой было военное обязательство — они клялись никогда не отступать более чем на четыре акра перед врагом, не умирать и не сдаваться. Оставшаяся часть братства пострадала во время битвы при Пуатье в сентябре 1356 года, когда рыцари должны были на практике следовать обязательству, которое оказалось контрпродуктивным с точки зрения военной науки. Неподвижным, связанным присягой, лицом к лицу с врагом, рыцарям ничего не оставалось, как быть разрубленными на куски или просить о пощаде. Такое поведение было характерно для французской военной стратегии средневековья, которая, несомненно, способствовала плачевному исходу битвы и пленению короля Франции. По мнению исследователя, «Орден иллюстрирует французский рыцарский идеализм, который в первые годы Столетней войны столкнулся с разрушительным английским реализмом». Ни один из преемников короля никогда не возрождал Орден Звезды, так как ни в одном документе о нём больше не упоминается.